# Павленко, Николай Иванович
Никола́й Ива́нович Павле́нко (15 февраля 1916, станица Уманская, Ейский отдел, Кубанская область, Российская империя — 9 июня 2016, Москва) — советский и российский историк, специалист в области истории России XVII—XVIII веков. Доктор исторических наук (1963), профессор. Член Союза писателей (1987). Заслуженный деятель науки РСФСР.

## Биография
Родился в семье потомственного кубанского казака. В 1933—1936 годах работал учителем в сельских школах Краснодарского края, одновременно учился на заочном отделении исторического факультета Ростовского пединститута.
В 1939—1946 годах служил в РККА, командовал ротой. Участник войны с Японской империей, награждён орденом Красной Звезды.
После демобилизации окончил аспирантуру МГИАИ. Защитил кандидатскую диссертацию «Берг-коллегия. 1719–42 гг. Организация управления металлургической промышленностью в первой половине XVIII в.» (1949).
С 1949 года работал в Институте истории АН СССР, в 1969—1975 годах — заведующий сектором источниковедения и вспомогательных исторических дисциплин Института истории СССР. С 1954 года одновременно занимался преподавательской деятельностью. Работая в Институте истории, Павленко выступил в защиту т. н. «новонаправленцев» — группы историков, ставивших под вопрос неизбежность Октябрьской революции. В феврале 1975 года сектор Павленко был расформирован, после чего учёный покинул Институт истории СССР.
В 1975—1990 годах — профессор МГПИ им. В. И. Ленина.
Соавтор вузовского учебника «История СССР/России с древнейших времен до 1861 года» (совместно с В. Б. Кобриным и В. А. Фёдоровым; первое издание вышло в свет в 1989 году).
Скончался 9 июня 2016 года в Москве. Похоронен на Троекуровском кладбище (участок 26).

## Образование и учёные степени
- Педагогический техникум г. Ейска (1933).
- Московский государственный историко-архивный институт (МГИАИ, 1939; перевёлся с третьего курса Ростовского педагогического института в 1936 году).
- Аспирантура МГИАИ; ученик профессора А. А. Новосельского. Своими учителями называет также академика С. Г. Струмилина, профессоров Б. Б. Кафенгауза и В. К. Яцунского[5].
- Кандидат исторических наук (1949, диссертация «Берг-коллегия. 1719—1742 гг. Организация управления металлургической промышленностью в первой половине XVIII в.».
- Доктор исторических наук (1963, диссертация «История металлургии в России XVIII в.: заводы и заводовладельцы»).

## Награды и звания
- 15 февраля 2006 награждён орденом Почёта за большой вклад в развитие отечественной и мировой культуры и многолетнюю творческую деятельность.
- орден Отечественной войны 2-й степени (11.03.1985)
- орден Красной Звезды (28.08.1945)
- медали
- Почётный гражданин города Ейска.

## Научная деятельность

### Историк российской металлургии
Основной темой научных исследований Н. И. Павленко в 1950—1960-х годах была история металлургической промышленности. Она как нельзя более полно отвечала потребностям развития общества и науки в тот период, когда наша страна поставила задачу выхода на первые позиции в мире по выплавке металла. Комплексная разработка темы позволяла полнее познать и объяснить суть генезиса феодализма, первоначального накопления и становление абсолютизма в России. Две его капитальные монографии по истории металлургии (в их основе лежат кандидатская и докторская диссертации) и поныне представляют не только историографический интерес. В первой книге «Развитие металлургической промышленности России в первой половине XVIII в. Промышленная политика и управление», вышедшей в 1953 году, были подвергнуты анализу особенности размещения металлургических заводов, их количественный и качественный рост, существенно уточнены объёмы и номенклатура производства, показана роль Берг-коллегии в формировании казённой промышленности, рассмотрен характер взаимоотношений государственных учреждений с частными предпринимателями, а также впервые в полном объёме были выявлены методы принуждения государства в отношении работных людей и приписных крестьян. Опубликованная почти десять лет спустя вторая монография — «История металлургии XVIII века» (1962) — является прямым продолжением первой. Первоначально автор намеревался рассмотреть в ней три крупных блока вопросов: 1) история заводов и заводовладельцев, 2) промышленная политика государства, 3) формирование заводских кадров и положение работных людей и мастеровых. Однако по ходу исследования богатство выявленного им первичного архивного материала заставило ученого ограничить первоначально намеченную программу. Глубокое и всестороннее решение получил только первый блок вопросов: возникновение промышленных производств, время и темпы строительства предприятий, происхождение заводовладельцев и накопленных ими капиталов. Специальному анализу было подвергнуто и изменение социального поведения промышленников, например их стремление к приобретению дворянских титулов. Внимание историка привлекли и вопросы общественного сознания формирующейся российской буржуазии. Вышеупомянутые книги Н. И. Павленко в содержательном плане органично дополняются рядом его статей, опубликованных как до выхода в свет монографий, так и позже.
Совокупность этих тематически объединённых работ позволила существенно продвинуть изучение мало разработанной в ту пору проблемы формирования рынка рабочей силы для металлургических мануфактур, точнее определить характер и соотношение принудительного и наёмного труда, показать сложность процесса формирования нового класса — буржуазии. Все названные проблемы относятся к числу основных проблем социально-экономического развития России в позднем феодализме.
Значительный научный интерес представляют и публикации документов по истории промышленности, осуществленные Н. И. Павленко. В их числе — «Наказ шихтмейстеру» В. Н. Татищева, материалы совещания уральских промышленников 1734—1736 гг., инструкции заводским приказчикам A. Н. Демидова. Особо стоит отметить опубликованные в 1974 году под редакцией Н. И. Павленко мемуары дмитровского купца И. А. Толченова. Этот «Журнал, или Записка жизни и приключений Ивана Алексеевича Толченова» является уникальным памятником истории культуры и быта России XVIII века.

### Историк петровского времени
С 1970-х годов научные интересы Н. И. Павленко всё заметнее концентрируются на одной, ведущей теме в проблематике истории России XVIII века, — деятельности и реформах Петра I. В 1973 году был опубликован сборник статей «Россия в период реформ Петра I», отличавшийся новизной постановки и решения избранных проблем.
В 1975 году в серии «Жизнь замечательных людей» вышла книга Н. И. Павленко «Пётр Первый». В 1990 году после значительной доработки эта работа была издана под названием «Пётр Великий». (В доработанном виде она переиздавалась в 2000-е годы). Труды Н. И. Павленко о Петре — итог многолетней работы историка — представляют собой первую подлинно научную биографию царя. Все предыдущие работы о Петре, в том числе М. П. Погодина, Н. Г. Устрялова, М. М. Богословского, являлись скорее хрониками жизни, к тому же не были доведены до конца хронологически. У работ Н. И. Павленко — одна основная, определяющая идея: Пётр I — деятель мирового масштаба. В авторском введении к книге о Петре специально подчёркивается, что преобразования первого императора имели «громадную общенациональную значимость. Они вывели Россию на путь ускоренного экономического, политического и культурного развития и вписали имя Петра — инициатора этих преобразований — в плеяду выдающихся государственных деятелей нашей страны».
Для того чтобы показать масштаб личности Петра, автор раскрывает различные грани его таланта. В характере монарха выделяются три страсти. Во-первых, это безудержная тяга к морю и к воде вообще — субъективная причина внешней политики Петра, сформировавшая его мировоззрение. Вторая страсть — военное дело, и, наконец, ремёсла. Пётр — человек, обладавший на протяжении всей жизни гиперактивностью. Его энергии хватило, чтобы сдвинуть с места огромную страну. Но одновременно с этим он имел противоположные качества: рассудительность, волю, упорство — в результате не было задачи, которую он бы не мог решить. Ко всем неудачам он относился с юмором, тут же делал из них выводы и в конце концов добивался своего. Оценивая петровские реформы, позволившие народу России подняться до уровня передовых европейских стран, Н. И. Павленко не стал создавать иконописный образ царя и явил читателю психологический портрет Петра. Для понимания личности Петра решающими являются главы «Государственное тягло» и «Фортеция правды», в которых автор доказывает, что главный смысл своей жизни и деятельности император видел в служении государству. Эту мысль Петр выразил сам в обращении к войскам перед Полтавской битвой: «О Петре ведали бы известно, что ему житие своё недорого, только бы жила Россия и Российское благочестие, слава и благосостояние». Государь служит России, а народ государю. Служба Петру тяжела и жертвенна, но и Петр несёт эту службу наравне со всеми и даже больше иных. Потому он вправе был требовать этой службы от народа, вправе был навязывать ему избранный им курс. Петр выступал как бы в двух лицах: когда он был бомбардиром, корабельным мастером, каменщиком, капитаном, полковником, он выступал как частное лицо под именем Петра Михайлова или мастера Питера, пишущего шутливые челобитные «кесарю» Бутурлину. Не любил, когда к нему обращались как к царю; не царствует, но правит. Но и в составе Великого посольства, и на пьянке, и на крещении солдатских детей он оставался самодержцем. Его воле нельзя перечить, его деятельность — это работа, это и его прямые обязанности: обеспечение порядка и обороны, внесение личного вклада в дело страны, но и личный пример подданным тоже. Пётр играет идеального подданного, служащего своему государству. Он увлекает за собой, но при этом любит лезть во все дела лично, даже в самые мелочи, тем самым убивает инициативу окружающих. Своим «птенцам» он давал импульсы к деятельности, но сам постоянно жаловался на отсутствие помощников — не было человека равного ему по воле и энергии. Создается ощущение, что он был единственным человеком в стране, «заболевшим» Европой, а всех остальных заставляет полюбить её силой. Вся реформа образования и культуры направлена на воспитание таких помощников, это им царь подает пример службы. Его указы выполняют, но без него все дела встают. Он тащит все реформы и всю войну на себе. Он расставляет своих друзей на государственных постах, и служба вытесняет личные отношения.
Однако Н. И. Павленко опровергает тезис И. Т. Посошкова об одиночестве Петра в его реформах. Хотя и можно говорить, что в личном плане император к концу жизни оказался одинок, но его реформы имели прочную социальную базу и потому достаточно быстро прижились в российском обществе, несмотря на то, что их реализация проводилась насильственными методами.
Оригинален жанр созданных Н. И. Павленко произведений — это не исторические исследования в привычном понимании, но и не историческая беллетристика, а живой рассказ, основанный на анализе огромного круга источников и синтезе практически всей имеющейся литературы по петровской эпохе. Книги Н. И. Павленко отличаются ярким, хорошо отработанным стилем и образным языком. Автор широко использует переписку того времени, цитирует реальные высказывания, наделяя повествование подлинным языком века.
Негативная оценка деятельности гетмана Мазепы, даваемая в трудах Н. И. Павленко, критикуется в украинской историографии. В частности, как отмечает Тарас Кознарский, раздел о Мазепе из биографии Петра представляет собой «концентрированные народные стереотипы и литературные заимствования под маской науки».
Н. И. Павленко не остановился на создании биографии Петра I, он обратился и к ближайшему окружению царя, к «птенцам гнезда Петрова». Первым его внимание привлёк светлейший князь Александр Данилович Меншиков, и в 1981 г. была написана книга «Полудержавный властелин». В 1983 году в издательстве Академии наук СССР «Наука» вышла книга «Александр Данилович Меньшиков» (отв. ред. академик А. П. Окладников).
В 1984 году вышла в свет работа «Птенцы гнезда Петрова» с историческими портретами трёх верных помощников Петра I: первого боевого фельдмаршала Бориса Петровича Шереметева, выдающегося дипломата и государственного деятеля Петра Андреевича Толстого и кабинет-секретаря царя Алексея Васильевича Макарова.
Подробно повествуя об этих непохожих героях, автор отмечает общие для них черты: «Все они тянули лямку в одной упряжке, подчинялись одной суровой воле и поэтому должны были сдерживать свой темперамент, а порой и грубый, необузданный нрав. В портретных зарисовках каждого из них можно обнаружить черты характера, свойственные человеку переходной эпохи, когда влияние просвещения ещё не сказывалось в полной мере. Именно поэтому в одном человеке спокойно уживались грубость и изысканная любезность, обаяние и надменность, под внешним лоском скрывались варварство и жестокость. Другая общая черта — среди видных сподвижников царя не было лиц с убогим интеллектом, лишенных природного ума. Наконец, бросается в глаза общность их судеб: карьера почти всех героев книги трагически оборвалась».
Умение видеть в неразрывном единстве частное и целое, индивидуальное и общее, отказ от односторонних и поспешных оценок позволили учёному создать подлинно научные биографии Петра I и его непосредственных помощников.

### Другие направления исследований
В 1990-е годы Н. И. Павленко продолжил изучение личностей самодержцев XVIII века, наследников Петра Великого, его перу принадлежат монографии: «Екатерина Великая», «Анна Иоанновна. Немцы при дворе», «Пётр II» и др.
В 2008 году в серии «Жизнь замечательных людей» в свет вышла книга Н. И. Павленко «Царевич Алексей», посвящённая одной из самых противоречивых личностей в российской истории.
Необходимо сказать и о том, что столь пристальное внимание Н. И. Павленко к конкретным историческим персонажам отвечает не только его личным научным пристрастиям, но и внутренней логике развития исторической науки на современном этапе, до этого на протяжении многих десятилетий почти полностью игнорировавшей изучение влияния субъективных факторов в историческом процессе, роли личности в последнем. Интересные по замыслу и оригинальные по исполнению статьи Н. И. Павленко о людях и событиях столь любимого им XVIII века часто можно встретить на страницах строго научных изданий и предназначенных для более широкого круга читателей научно-популярных журналов «Наука и жизнь», «Знание — сила» и др. Он автор статей специального раздела «Страсти у трона» в журнале «Родина», в которых воссоздаются достоверные исторические портреты женщин-императриц династии Романовых.
Н. И. Павленко проявлял интерес и к истории исторической науки России. Ярким примером служит книга о М. П. Погодине — историке, журналисте, коллекционере, общественном деятеле, противоречивом и незаурядном человеке.
Н. И. Павленко стал первым автором книг серии ЖЗЛ, перешагнувшим вековой рубеж.

## Труды
- Павленко Н. И. Развитие металлургической промышленности России в первой половине XVIII в. Промышленная политика и управление. — М.: АН СССР, 1953.
- Павленко Н. И. История металлургии в России XVIII века: Заводы и заводовладельцы. — М.: АН СССР, 1962.
- Павленко Н. И. Пётр Первый. — М.: Молодая гвардия, 1975. — (Жизнь замечательных людей. Серия биографий. Вып. 14 (555)).
  - Переиздана в 1976, 2000, 2003, 2005, 2007, 2010 годах.
- Павленко Н. И. Александр Данилович Меншиков. — М.: Наука, 1981.
  - Переиздана в 1983, 1989 годах.
- Павленко Н. И. Пётр I и его время. — М.: Просвещение, 1983.
  - Переиздана в 1989 году.
- Павленко Н. И. Птенцы гнезда Петрова. — М.: Мысль, 1984.
  - Переиздана в 1988, 1989, 1994 годах.
- Павленко Н. И. Полудержавный властелин. — М.: Современник, 1988.
  - Павленко Н. И. Полудержавный властелин. — М.: Политиздат, 1991.
- Павленко Н. И., Артамонов В. А. 27 июня 1709. — М.: Молодая гвардия, 1989. — 272 с. — (Памятные даты истории). (обл.)
- Павленко Н. И. Пётр Великий. — М.: Мысль, 1990.
  - Переиздана в 1994, 1998 годах.
- Павленко Н. И. Страсти у трона. — М., 1996.
- Павленко Н. И. Вокруг трона. — М.: Мысль, 1998. (Всемирная история в лицах).
- Павленко Н. И. Меншиков. — М.: Молодая гвардия, 1999 (ЖЗЛ).
- Павленко Н. И. Екатерина Великая. — М.: Молодая гвардия, 1999.
  - То же — [3-е изд.]. — М.: Молодая гвардия, 2003.
- Павленко Н. И., Дроздова О. Ю., Колкина И. Н. Соратники Петра. — М., 2001.
- Павленко Н. И. Анна Иоанновна. Немцы при дворе. — М., 2002.
- Павленко Н. И. Михаил Погодин: Жизнь и творчество / Н. И. Павленко. — М.: Памятники исторической мысли, 2003. (в пер.)
- Павленко Н. И. Меншиков. — 2-е изд. — М. : Молодая гвардия, 2005. — (ЖЗЛ).
- Павленко Н. И. Пётр II. — М. : Молодая гвардия, 2006. — (ЖЗЛ).
- Павленко Н. И. Екатерина Великая. — М., Молодая гвардия, 2007. (ЖЗЛ).
- Павленко Н. И. Царевич Алексей. — М., 2008. (ЖЗЛ).
- Павленко Н. И. Лефорт. — М. : Молодая гвардия, 2009. — (ЖЗЛ; Вып. 1184).